# Шало (Аліканте)
Шало, Халон (валенс. Xaló, ісп. Jalón, офіційна назва Xaló/Jalón) — муніципалітет в Іспанії, у складі автономної спільноти Валенсія, у провінції Аліканте. Населення — 2931 особа (2022).
Муніципалітет розташований на відстані близько 370 км на південний схід від Мадрида, 60 км на північний схід від Аліканте.

## Демографія
Динаміка населення (INE ):

## Галерея зображень

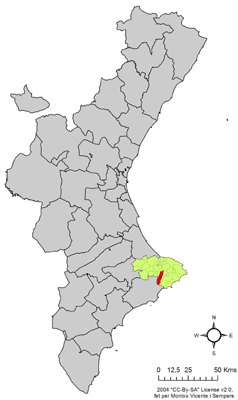
Розташування муніципалітету Шало у автономній спільноті Валенсія
Розташування муніципалітету Шало у комарці Маріна-Альта
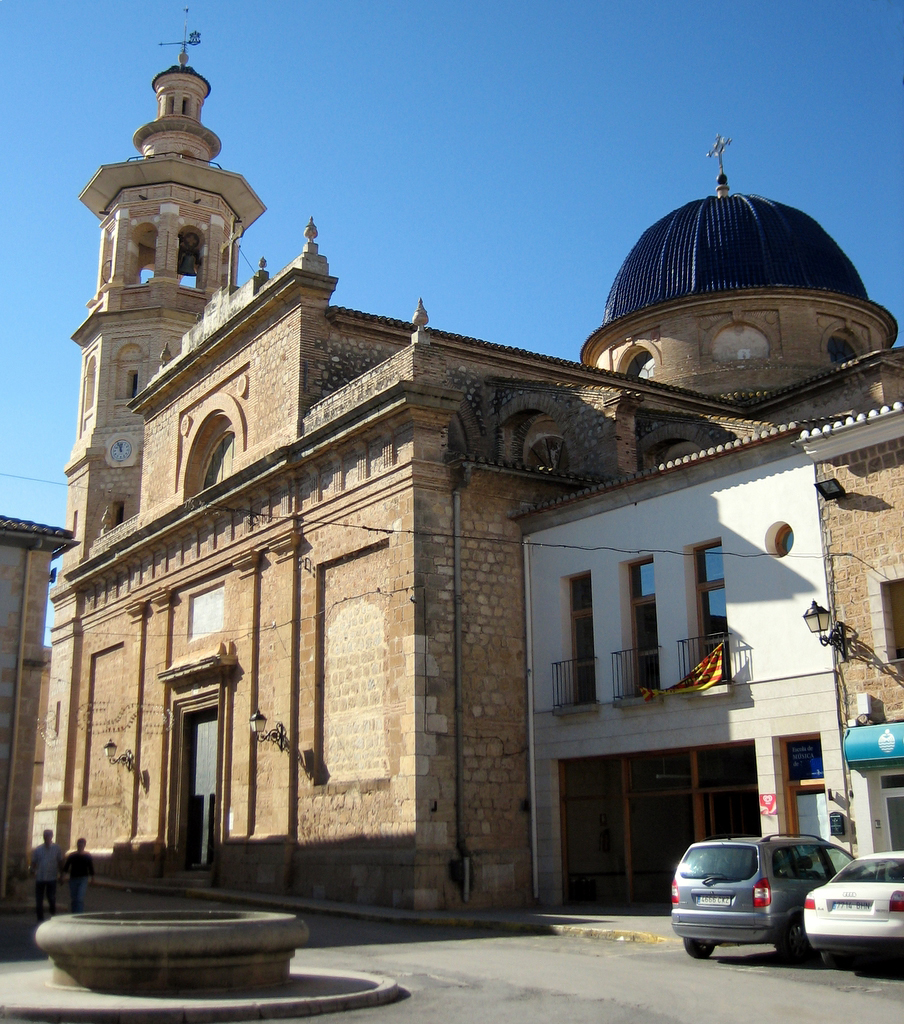
Шало, площа і церква